# 10423 Dajčić
10423 Dajčić je asteroid glavnog pojasa, s periodom ophoda oko Sunca od 3.36 godine. Otkrio ga je hrvatski astronom Korado Korlević, iz Zvjezdarnice Višnjan.
Dobio je ime po Mariu Dajčiću, hrvatskom astronomu, graditelju teleskopa i edukatoru, osnivaču AD Pula.

## Vanjske poveznice
- (engl.) Podaci o asteroidu 10423 Dajčić
- (engl.) Orbita asteroida 10423 Dajčić

… | 1999 AN22 | 10423 Dajčić | 10424 Gaillard | …